# 巴彻勒镇区 (堪萨斯州格林伍德县)
巴彻勒鎮區（英語：Bachelor Township）為美國堪薩斯州格林伍德縣轄下的鎮區。2010年美国人口普查中此鎮區人口有193人。

## 地理
巴彻勒鎮區涵蓋總面積為155.9平方（60.19平方英里），其中陸地面積為155.3平方（59.97平方英里），水域面積為0.57平方（0.22平方英里）或0.37%。海拔高度323（1,060英尺）。

## 人口統計
根據2010年美國人口普查，巴彻勒鎮區人口有193人，其中男性有95人，女性有98人，人口密度為每平方公里1.24人，住房計105戶。鎮區內的白人有182人，非裔美國人有0人，美洲原住民有0人，亞裔美國人有1人，太平洋島裔美國人有0人，其他種族有0人，混血種族則有10人。此外鎮區內有5人為西班牙裔或拉丁裔美國人。此鎮區之年齡中位數為49.8歲，而男性年齡中位數為51.8歲，女性年齡中位數為47.0歲。

## 交通

### 主要公路
- 54號美國國道
- 99號堪薩斯州州道